# 詹裕農
詹裕农（1947年1月11日—），美国华人科学家，美国国家科学院院士，加州大学旧金山分校生理学及生化教授。

## 生平
祖籍江西省玉山县冰溪镇。1947年1月11日生于上海（农历1946年12月20日），2岁时随父母定居于台湾。1967年毕业于台湾大学物理系。1968年到美国加州理工学院物理系就读，后转读生物系。1971年与叶公杼结婚。1974年获生物博士学位。1977年至1979年在哈佛大学从事博士后研究。1979年转到加州大学旧金山分校执教。1996年5月初当选美国国家科学院院士 。

## 家庭
父詹腾荪，母郑美珠，均毕业于国立中正大学。